# Strophanthus bullenianus
Strophanthus bullenianus là một loài thực vật có hoa trong họ La bố ma. Loài này được Mast. miêu tả khoa học đầu tiên năm 1870.